# Physalaemus randi
Physalaemus randi és una espècie de granota que viu a l'Equador.